# Championnat inter-provinces irlandaises de rugby à XV
Le championnat inter provinces irlandaises de rugby à XV est une compétition de rugby à XV se disputant entre les quatre équipes des quatre provinces irlandaises, le Leinster, Munster et Connacht pour l'Irlande et l'Ulster pour l'Irlande du Nord. Cette compétition est créée par l'Irish Rugby Football Union, et a pour but que les meilleurs joueurs irlandais, qui ne disputaient que des coupes à l'échelle des provinces, puissent avoir une compétition de haut niveau. La compétition débute donc en 1946 et s'achève officiellement en 2002 lorsque les provinces irlandaises s'engagent en Celtic League.
La compétition perdure malgré tout mais de façon honorifique et ne prend en compte que les matchs inter-irlandais.
Le club le plus titré est l'Ulster.

## Histoire
Une sélection irlandaise, les Irish Exiles, représentant les joueurs irlandais « exilés » hors de l'île et évoluant dans des championnats étrangers, est invitée à participer à l'édition 1992-1993 de la compétition,. Ils remportent une seule victoire en 16 matchs disputés.

## Palmarès
| Équipe         | Victoires | Années |
| -------------- | --------- | --- |
| Ulster Rugby   | 26        | 1947, 1951, 1952, 1954, 1956, 1957, 1967, 1968, 1970, 1971, 1973, 1975, 1976, 1977, 1978, 1983, 1985, 1986, 1987, 1988, 1989, 1990, 1991, 1992, 1993, 1994 |
| Leinster Rugby | 22        | 1949, 1950, 1955, 1957, 1959, 1961, 1962, 1964, 1965, 1972, 1973, 1976, 1978, 1980, 1981, 1982, 1983, 1984, 1994, 1996, 1998, 2002                         |
| Munster Rugby  | 22        | 1948, 1953, 1955, 1958, 1960, 1963, 1966, 1967, 1969, 1973, 1974, 1976, 1978, 1979, 1983, 1988, 1994, 1995, 1997, 1999, 2000, 2001                         |
| Connacht Rugby | 3         | 1956, 1957, 1965 |

Tous les matchs n'ont pas été joués au cours de l'édition 2002-2003, saison qui marque le passage des clubs irlandais en Celtic League.

## Classement général

### Compétition officielle et officieuse
| Équipes        | J   | V   | N  | D   | Pp    | Pc    | PB | Points |
| -------------- | --- | --- | -- | --- | ----- | ----- | -- | ------ |
| Leinster Rugby | 256 | 158 | 14 | 84  | 4 152 | 3 206 | 21 | 681    |
| Ulster Rugby   | 257 | 149 | 18 | 90  | 4 182 | 3 327 | 32 | 664    |
| Munster Rugby  | 257 | 144 | 18 | 95  | 4 029 | 3 122 | 36 | 648    |
| Connacht Rugby | 256 | 38  | 11 | 207 | 2 548 | 5 039 | 25 | 199    |
| Irish Exiles   | 16  | 1   | 0  | 15  | 216   | 433   | 0  | 4      |

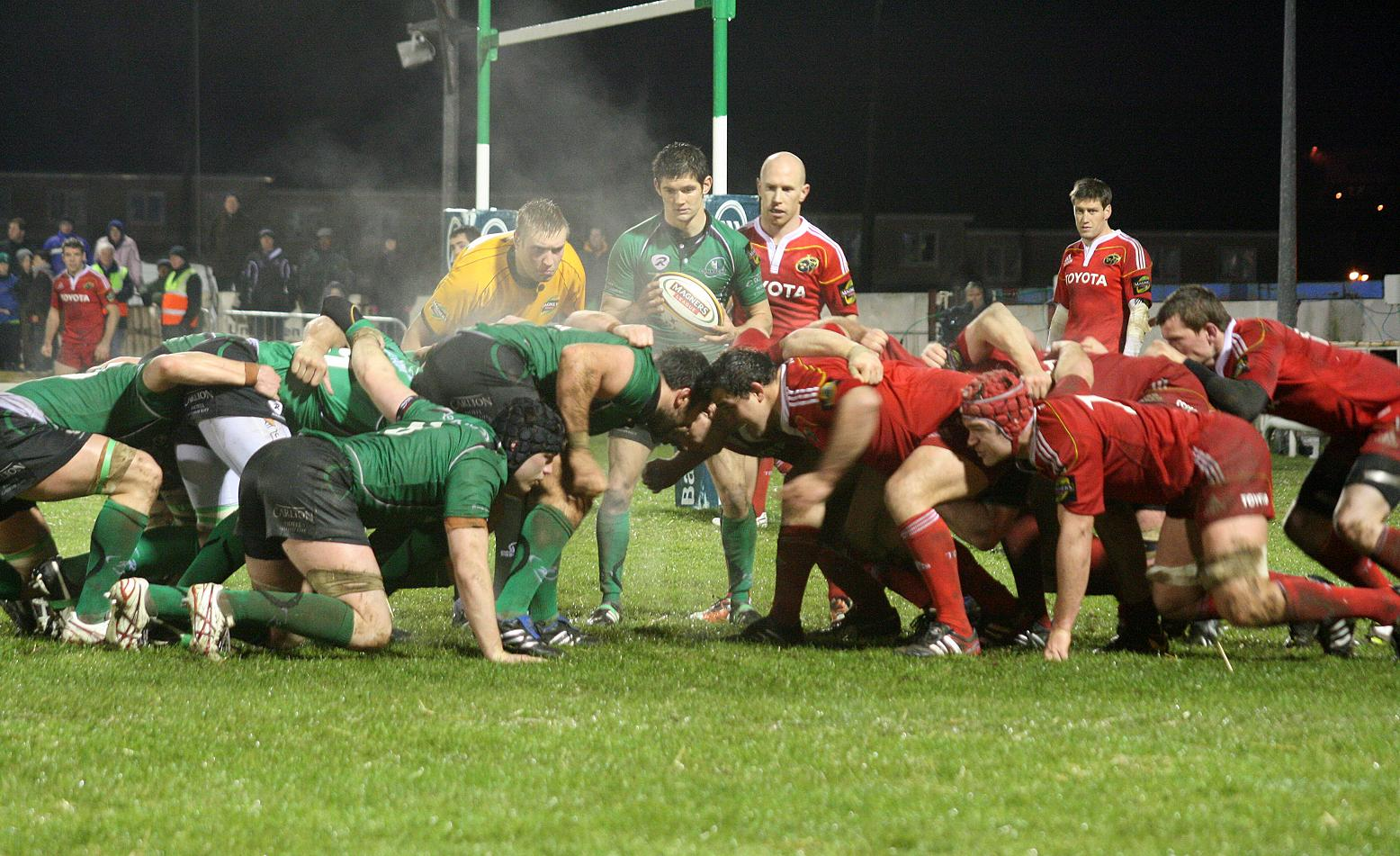
Les affrontements entre provinces irlandaises, ici entre le Connacht et le Munster, ne sont comptabilisés qu'à titre officieux depuis 2002.

Une victoire rapporte quatre points, un nul deux points, une défaite zéro. Les points de bonus sont introduits en 1998-1999.

### Classement officiel (de 1946 à 2002)
| Équipes        | J   | V   | N  | D   | Pp    | Pc    | PB | Points |
| -------------- | --- | --- | -- | --- | ----- | ----- | -- | ------ |
| Ulster Rugby   | 181 | 111 | 14 | 56  | 2 687 | 1 963 | 9  | 481    |
| Leinster Rugby | 181 | 106 | 12 | 63  | 2 691 | 2 038 | 8  | 456    |
| Munster Rugby  | 181 | 100 | 15 | 66  | 2 533 | 1 928 | 9  | 439    |
| Connacht Rugby | 181 | 27  | 9  | 145 | 1 585 | 3 350 | 6  | 132    |
| Irish Exiles   | 16  | 1   | 0  | 15  | 216   | 433   | 0  | 4      |